# Harrison (Georgia)
Harrison è una città degli Stati Uniti d'America, situata in Georgia, nella Contea di Washington.